# Botanophila infrafurcata
Botanophila infrafurcata este o specie de muște din genul Botanophila, familia Anthomyiidae, descrisă de Fan în anul 1986.
Este endemică în Sichuan. Conform Catalogue of Life specia Botanophila infrafurcata nu are subspecii cunoscute.